# Liolaemus dorbignyi
Liolaemus dorbignyi är en ödleart som beskrevs av  Koslowsky 1898. Liolaemus dorbignyi ingår i släktet Liolaemus och familjen Tropiduridae. Inga underarter finns listade i Catalogue of Life.